# پرواز 2415 آئروفلوت
پرواز 2415 آئروفلوت (روسی: Рейс 2415 Аэрофлота ريس 2415 آروفلوتا) یک پرواز مسافرتی منظم از مسکو به لنینگراد بود که کمی پس از پرواز در 28 نوامبر 1976 سقوط کرد.
هواپیمای درگیر در این سانحه یک توپولف تو-۱۰۴ بود که با نام СССР-۴۲۴۷۱ در شرکت هواپیمایی Aeroflot-Russian Airlines ثبت شده بود. این هواپیما در ۲۲ فوریه ۱۹۶۰ از خط مونتاژ نهایی تأسیسات تولید هواپیمای کازان خارج شد و در ۲۴ مارس ۱۹۶۰ به وزارت هوانوردی کشوری تحویل شد. در شانزده سال کار این هواپیما، ۲۲۱۹۹ ساعت پرواز انجام داده بود.